# Sture Eklund
Sture Gustaf Edvin Eklund, född 26 juni 1909 i Göteborg, död 22 mars 1989, var en svensk psykiater.
Efter studentexamen i Göteborg 1928 blev Eklund medicine kandidat 1933 och medicine licentiat 1938 i Lund. Han var extra läkare vid Sankta Maria sjukhus i Helsingborg 1937–38 och 1939–40, underläkare vid psykiatriska kliniken på Malmö allmänna sjukhus 1940–42, e.o. andre läkare vid Säters sjukhus 1942–44, andre läkare vid Restads sjukhus i Vänersborg 1944–49, förste läkare 1949–51, överläkare vid Sankt Sigfrids sjukhus i Växjö 1951–55, överläkare vid och chef för Gullberna sjukhus i Karlskrona 1956–63 samt överläkare och chefsläkare vid Sankta Maria sjukhus från 1963.
Eklund var sekreterare i Sinnessjuknämnden 1950–52, innehade kortare förordnanden hos Medicinalstyrelsen som biträdande föredragande inom socialpsykiatriska byrån och som inspektör för sinnesslövården, överinspektör för sinnessjukvården och byråchef vid Medicinalstyrelsens sinnessjukvårdsbyrå 1951–61.
Eklund var läkare vid Blekinge läns centralstyrelse för vård och undervisning av psykiskt efterblivna, rådgivande psykiater vid Fångvårdsanstalten i Kalmar och Gudmundsgårdens skolhem i Kalmar till 1963.